# Colga
Colga Bergh, 1880 è un genere di molluschi nudibranchi della famiglia Polyceridae.

## Tassonomia
Il genere comprende quattro specie:
- Colga minichevi Martynov & Baranets, 2002
- Colga pacifica (Bergh, 1894)
- Colga ramosa (Verrill & Emerton, 1881)
- Colga villosa (Odhner, 1907)